# 23324 Kwak
23324 Kwak è un asteroide della fascia principale. Scoperto nel 2001, presenta un'orbita caratterizzata da un semiasse maggiore pari a 2,5890972 UA e da un'eccentricità di 0,1887830, inclinata di 3,61502° rispetto all'eclittica.